# Седрільяс
Седрільяс (ісп. Cedrillas) — муніципалітет в Іспанії, у складі автономної спільноти Арагон, у провінції Теруель. Населення — 623 особи (2010).
Муніципалітет розташований на відстані близько 240 км на схід від Мадрида, 23 км на північний схід від міста Теруель.

## Демографія
Динаміка населення (INE ):